# Steinreihe von Lutry
Die Steinreihe von Lutry ist eine Megalithanlage in Lutry in der Schweiz. 

## Lage
Die Steinreihe befindet sich am südlichen Rand eines nordwestlich der Altstadt von Lutry liegenden Parkplatzes auf dem rechten Ufer der Lutrive.

## Geschichte
Bei Aushubarbeiten für ein Parkhaus wurden 1975 im angeschwemmten Erdmaterial der Lutrive 23 Menhire («Hinkelsteine») aus dem Neolithikum entdeckt, von denen die grössten rund 13 Tonnen schwer sind. Die Menhiranlage wurde 1986 in ihrer ursprünglichen Formation wieder aufgerichtet und ein paar Dutzend Meter südlich des ursprünglichen Standortes rekonstruiert.

## Megalithanlage
Die 23 Menhire sind in absteigender Grösse beidseits des grössten, zentralen und ursprünglich vier Meter hohen Blocks angeordnet. Die Steine sind fast ohne Abstand miteinander verbunden. Die Steinreihe besteht aus zwei Segmenten. Das erste Segment umfasst 12 Menhire, die auf einer Ost-West-Linie ausgerichtet sind und bis zu drei Meter hoch sind. Das zweite Segment stellt eine Kurve nach Süden dar, deren Steine nicht höher als 80 cm sind. 
Ein Menhir weist Gravuren in der Form eines menschlichen Antlitzes auf. Das Original ist in einer Vitrine im Durchgang (Passage du Simplon) zur Reformierten Kirche ausgestellt.

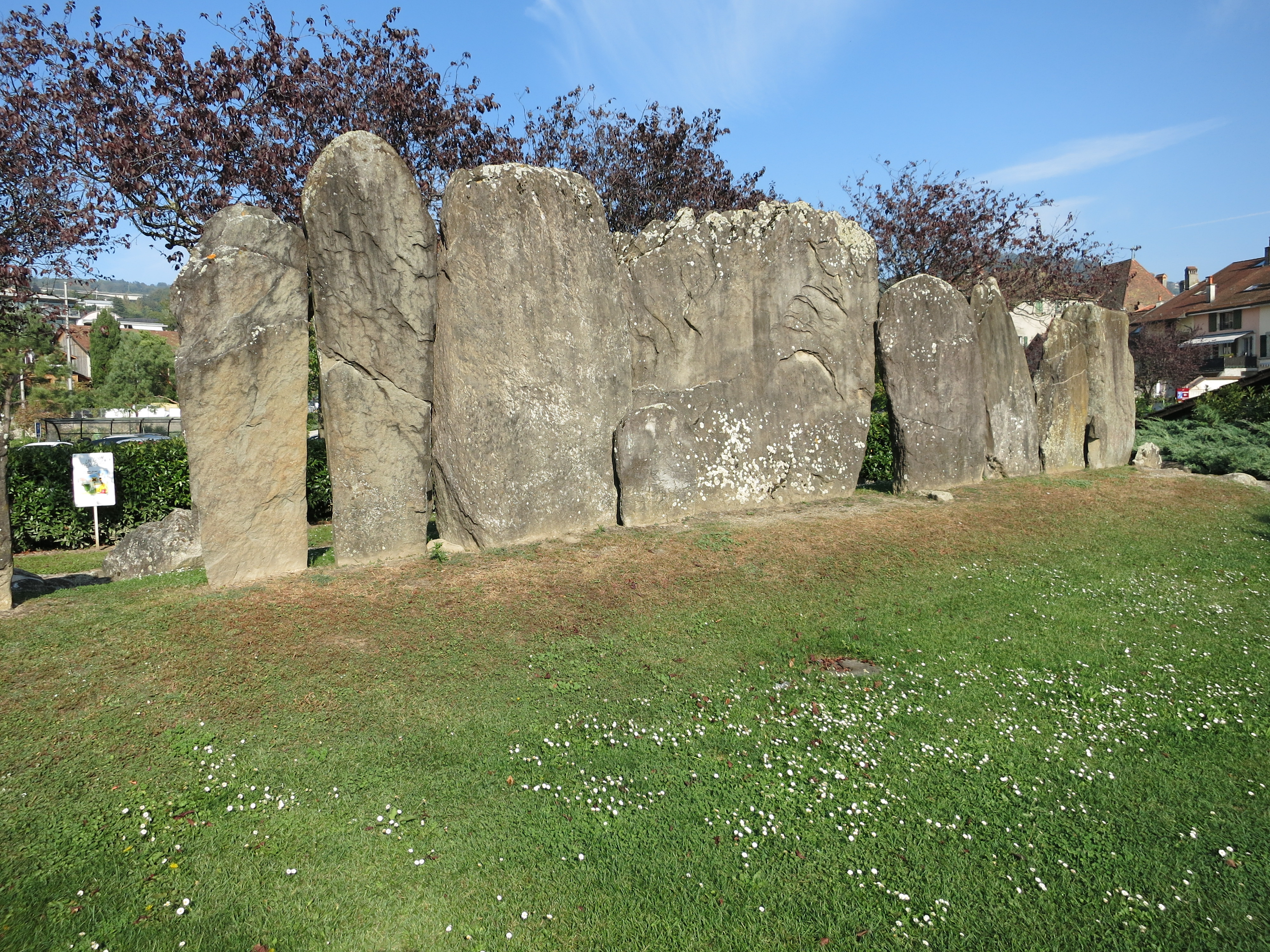
Segment der grossen Menhire
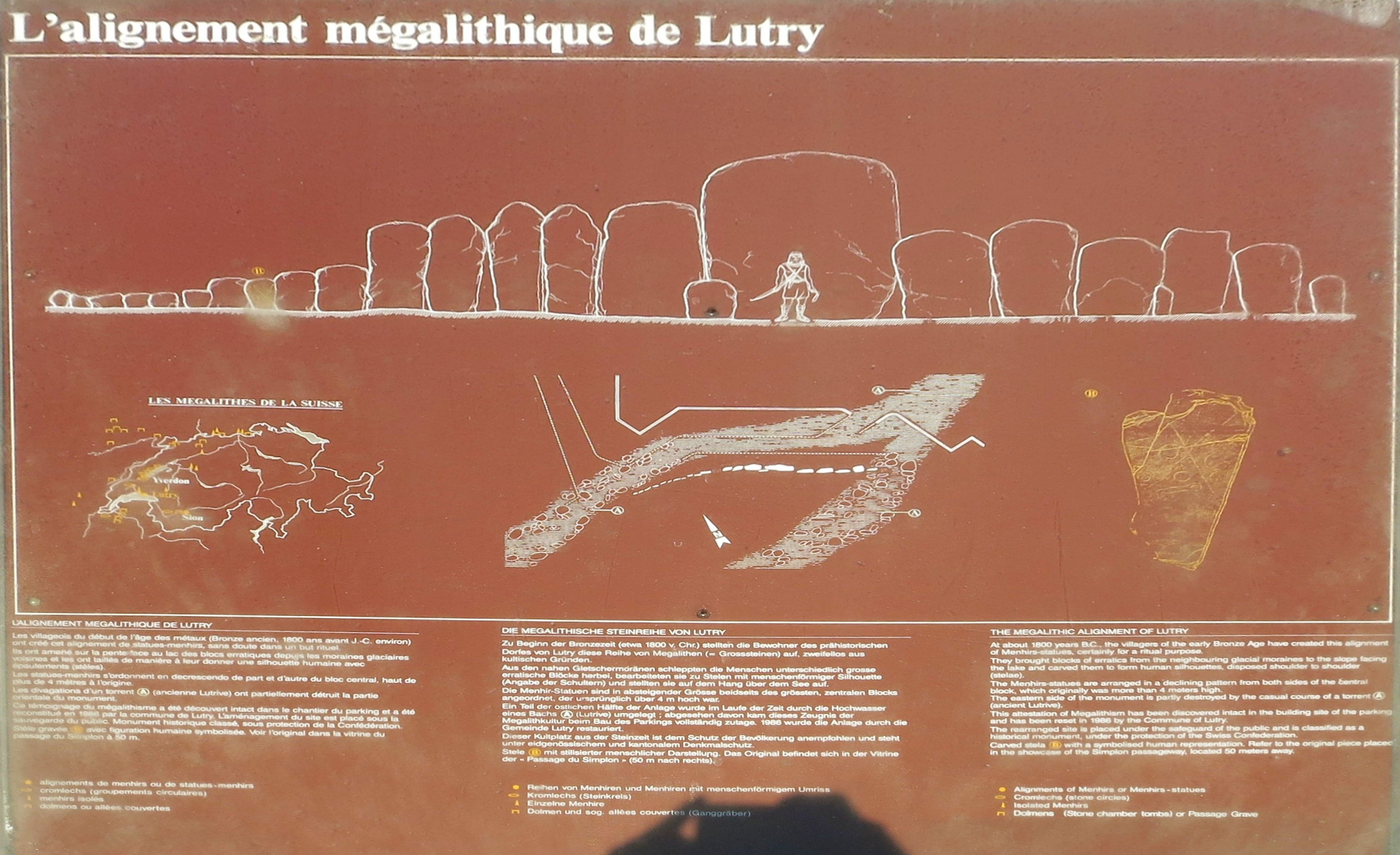
Informationstafel beim Parkplatz
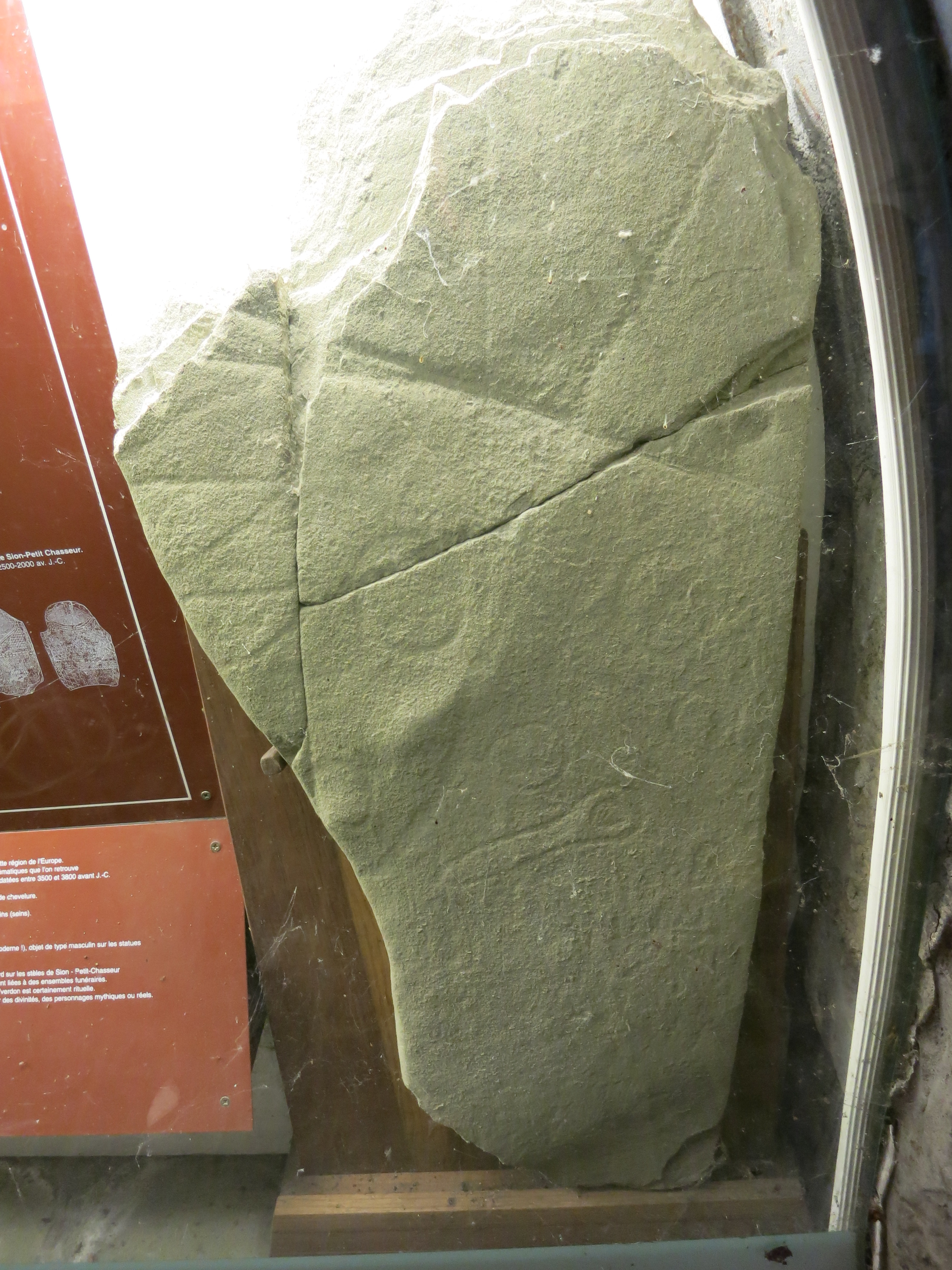
Menhir mit menschenförmigen Umrissen
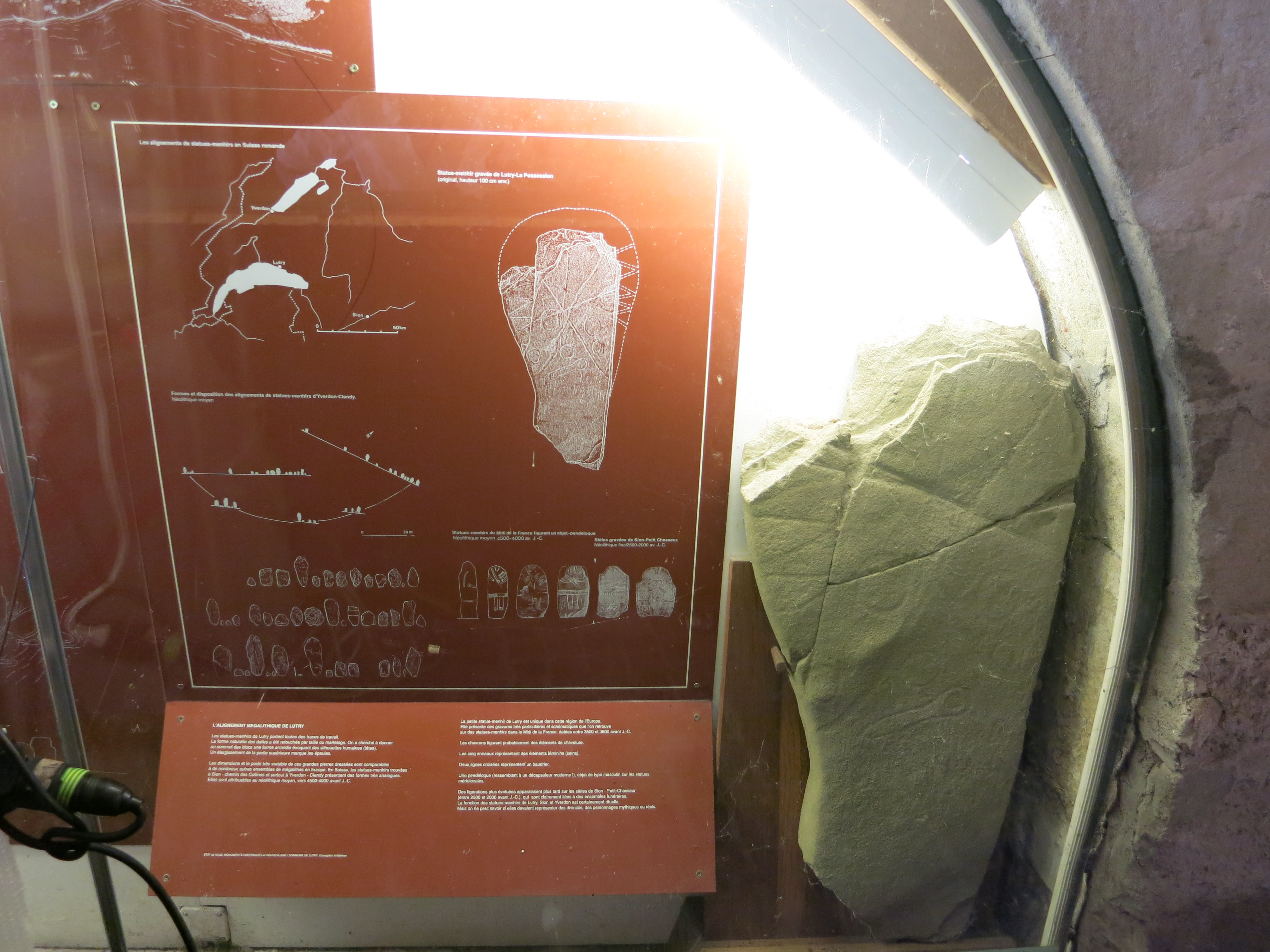
Informationstafel in der Passage du Simplon

## Zeitliche Einordnung
Bisher waren die Fachleute davon ausgegangen, dass aufgerichtete Steine aus der Bronzezeit stammen. Die 2004 entdeckte Steinreihe am Cut Hill konnte als erste mittels Radiokarbondatierung der Fundgruben datiert werden. Sie stammt von 3.500 v. Chr. und zeigt damit, dass die ältesten nordwesteuropäischen Steinreihen aus der Jungsteinzeit stammen, auch wenn in der Eisenzeit noch Aufstellungen vorkamen. 